# Elephant Princess
Elephant Princess (Originaltitel: The Elephant Princess) ist eine australische Fernsehserie für Kinder und Jugendliche. Die Serie wurde von Jonathan M. Shiff Productions in Zusammenarbeit mit dem ZDF und dem australischen Sender Network Ten produziert. Die Erstausstrahlung auf KiKa fand am 11. Mai 2009 statt. Die zweite Staffel wurde vom 2. bis zum 18. Mai 2011 auf demselben Sender ausgestrahlt.

## Handlung
Alexandra Wilson, genannt Alex, ist ein Mädchen, welches an ihrem 16. Geburtstag plötzlich erfährt, dass sie eine Prinzessin des mysteriösen Königreichs Manjipoor ist. Ein Junge namens Kuru und ein magischer Elefant namens Anjala helfen Alexandra, ihre magischen Kräfte zu verbessern. Kuru verliebt sich leicht in Alex, weiß jedoch, dass er als Diener der Prinzessin keine Chancen haben wird. Alex ist zwar nicht in Kuru verliebt, fühlt sich an vielen Stellen jedoch für ihn verantwortlich. Sie sieht ihn als guten Freund an und hat ihn gerne in ihrer Nähe.
Alex’ Adoptivfamilie besteht aus ihren Eltern Anita und Jim und ihrer kleineren Schwester Zoey.

## Manjipoor
Manjipoor (benannt nach dem real existierenden indischen Bundesstaat Manipur) war früher ein gewöhnliches Land nördlich von Indien. Hexen, Zauberer, und Wahrsager, die in anderen Ländern verfolgt wurden, weil sie magische Kräfte besaßen, fanden dort Zuflucht. Die umliegenden Königreiche waren neidisch auf den Wohlstand, die Kultur und die Kunst Manjipoors, deswegen wollten sie es erobern. Die Königsfamilie bat die Hexen, die Zauberer und die Wahrsager, Manjipoor zu retten und vor dem Rest der Welt zu verbergen. Mithilfe der Magie manipulierten die Magier das Vibrationsfeld Manjipoors und änderten seine Frequenz. Manjipoor verschwand so für die restliche Welt, existierte aber in einer Parallelwelt weiter. Mittlerweile besitzen nur noch die Mitglieder der königlichen Familie Zauberkräfte. Nur die Elefantin Anjala, die ebenfalls Zauberkräfte hat, kann zwischen den Welten oder den Frequenzen und dem Rest der Welt hin und her reisen. Doch Alex und Kuru schaffen das Unmögliche (darüber gibt es ein ganzes Buch): Sie reisen mithilfe von Lautsprechern, die sich JB geliehen hat, ohne Anjala nach Manjipoor und retten das Land vor Diva.

## Charaktere

### In Alexandras Welt
Alexandra Wilson (Prinzessin Liliuokalani Paresha Khaled Persephone Amanirenas von Manjipoor, Emily Robins, deutsche Sprecherin: Mia Diekow), die eigentlich von allen „Alex“ genannt wird, lebt bei ihren Adoptiveltern Jim und Anita und ihrer kleinen Adoptivschwester Zoey. Manchmal sorgt sie allerdings für merkwürdige Effekte, zum Beispiel an ihrem 16. Geburtstag, als sie, nachdem sie eine Probe der Schulband verschläft und aus der Band hinausgeworfen wird, unbeabsichtigt die Zeit zurückdreht.
An diesem Geburtstag tauchen plötzlich ein mysteriöser Junge namens Kuru und eine Elefantin namens Anjala bei ihr auf. Kuru erzählt ihr von einem magischen Königreich namens Manjipoor und nennt sie ständig Prinzessin. Er erklärt ihr, dass sie adoptiert wurde. Ihre echten Eltern seien Königin Nefarie und der ehemalige König von Manjipoor; später findet sie jedoch heraus, dass der engste Berater und heimliche Mann der Königin, Omar, ihr Vater ist. Zusammen mit ihren besten Freunden, Amanda und JB, und ihrem Freund Marcus spielt sie in einer Band; dort spielt sie Gitarre und singt.
Amanda (Maddy Tyers, deutsche Sprecherin: Saskia Bellahn) und JB (Sebastian Gregory, deutscher Sprecher: Patrick Bach) sind Alex’ beste Freunde. Sie wissen von Manjipoor und waren auch schon einmal dort – dort verliebt JB sich in ein Mädchen namens Cosma. Anfangs glauben sie Alex diese Geschichte nicht, doch Anjala, die plötzlich aus dem Nichts vor ihnen auftaucht, überzeugt sie schließlich. Zusammen mit Alex, die Rhythmusgitarre spielt, und Marcus spielen sie in einer Band. Amanda spielt Bass-Gitarre und ist die Leadsängerin; JB spielt Schlagzeug.
Marcus (Liam Hemsworth, deutscher Sprecher: Rasmus Borowski) ist Alex’ Freund. Er weiß nichts von Manjipoor. Alex versucht es ihm zu erzählen, doch selbst als er Anjala sieht, glaubt er ihr nicht und denkt, sie wolle ihn nur loswerden. Also wendet sie den Zeit-Zauber an und macht alles rückgängig, sodass Marcus nun doch nichts von Manjipoor weiß. Da Kuru und Alex manchmal Probleme wegen Manjipoor bekommen, wird Marcus eifersüchtig, denn er denkt, sie wären hinter seinem Rücken ein Paar. Nachdem Alex wegen eines Streits mit Anjala nicht zu einer Plattenaufnahme kommt, trennt er sich von Alex. Dadurch bricht auch die Band auseinander.
Taylor (Eka Darville, deutscher Sprecher: Tobias Schmidt) ist der neue Drummer der Band, nachdem Alex und Amanda umgezogen sind. Am Anfang der 2. Staffel trennt er sich von Veronika und kommt später mit Amanda zusammen.
Veronika (Alexandra Park, deutsche Sprecherin: Kaya Marie Möller) ist Taylors Ex-Freundin und versucht immer zu erreichen, dass ihre Band besser ist als die von Alex. Als sie jedoch dahinterkommt, dass Alex Prinzessin eines fernen Königreichs zu sein scheint, verwandelt sich die zickige Veronika in eine anhängliche Bewunderin von Alex und versucht, ihr mit besonderen Geschenken wie Partys oder Tanzeinlagen als Verstärkung für ihren Bühnenauftritt zu imponieren und sie zu unterstützen. Dies stört besonders Alex’ beste Freundin Amanda: Sie befürchtet, dass Alex nun nur noch Zeit mit Veronika verbringen wird, doch Alex kann sie dahingehend beruhigen.

### In Manjipoor
Kuru (Miles Szanto, deutscher Sprecher: Jannik Endemann) wurde von Vashan in Alex’ Welt geschickt, um Alex zu überzeugen, dass sie die Prinzessin ist, und sie in der Magie zu unterrichten. Vashan hat ihn für diese Aufgabe gewählt, weil er dachte, dass Kuru diese Aufgabe nicht erfüllen könne. Mit seiner Gehilfin Anjala kann er sie zwar überzeugen, aber Alex ist sich nicht sicher, ob sie den Thron auch wirklich besteigen soll. Zudem hegt Kuru gewisse Gefühle für Alex. Allerdings kann er diese aber nicht zeigen, weil für ihn die gesellschaftliche Stellung immer noch sehr wichtig ist (Kuru ist ein Bürgerlicher/Alex hingegen die Prinzessin von Manjipoor).
Anjala ist eine 604 Jahre alte Elefantin aus Manjipoor. Sie ist die königliche Elefantin und nur sie allein kann zwischen Manjipoor und Alex’ Welt hin- und herreisen, wobei sie auch Menschen mitnehmen kann. Dazu kann sie einfach verschwinden und woanders wieder auftauchen. Sie hat drei magische Rubine, die sie dabei unterstützen.
Sie muss jedem neuen Herrscher von Manjipoor die Krone aufsetzten und damit allen mitteilen, dass sie die jeweilige Person als dafür geeignet ansieht.
Omar (Brett Climo, deutscher Sprecher: Volker Hanisch) koordiniert Kurus Aufgabe in Manjipoor. Er ist der „Königliche Berater“ der Königin. Wie sich später herausstellt, ist er auch Alex’ Vater. Er war auch heimlich mit Königin Nefarie verheiratet. Da er in Manjipoor lebt, kann er Alex auch viel über Manjipoor und ihre Mutter erzählen. Auch wird er als sehr weise bezeichnet.
Vashan (Damien Bodie, deutscher Sprecher: Asad Schwarz) ist Alex’ selbstsüchtiger Cousin. Er will über Manjipoor herrschen und ist glücklich, als er erfährt, dass Königin Nefarie – Alex’ Mutter – gestorben ist; doch dann erfährt er, dass diese eine Tochter hat: Alex. Jedoch will er nicht aufgeben und versucht alles, um Alex loszuwerden. Irgendwann bemerkt er, dass Diva mehr als eine Dienerin ist. Auch er verfügt über magische Kräfte, bis Diva sie ihm stiehlt.
Diva (Emelia Burns, deutsche Sprecherin: Angela Quast) hielt jeder in der Serie für eine Diener der Königsfamilie. Doch sie tut nur so – denn keiner weiß, dass sie eigentlich über 600 Jahre alt ist und bereits genauso lange auf den Thron wartet. Denn in Wirklichkeit sie ist eine Zauberin deswegen besitzt sie auch magische Kräfte und will Herrscherin über Manjipoor werden. Dafür hatte sie bereits den König getötet und mehrfach versucht, die Königin zu töten. Als Vashan, Omar und später auch Alex ihre Kräfte bemerken, nimmt sie Vashan und Alex ihre magischen Kräfte, sperrt sie in einen Kerker und zuvor legt Anjala magische Ketten um. Als Alex entkommt, zerstört einer ihrer eigenen Zauber diese Ketten und dank Anjala bekommt Alex ihre Zauberkräfte zurück und besiegt Diva, in dem sie den Wahre-Gestalt-Zauber einsetzt.
Cosma (Cleopatra Coleman) arbeitet auf dem Markt von Manjipoor und ist in JB verliebt. Sie sehen sich aber kaum, denn JB ist meist in Alex Welt. Sie hilft Alex und Kuru dabei, Diva zu besiegen.
Johann (Jordan Prosser, deutscher Sprecher: Tim Kreuer) wurde von Vashan in eine weiße Maus verwandelt (Folge: Maus oder Mann?), doch Alex erlöst ihn mithilfe ihrer Zauberkräfte (was Alex’ Liebe zu ihrem Volk zeigt). Auch Johann hilft ihr und Kuru, Diva zu besiegen.
Caleb (Richard Brancatisano, deutscher Sprecher: Christian Stark) lebt mit seiner Schwester Zamira in den gefährlichen Seiten Manjipoors. Er verliebt sich in Alex und am Anfang scheint alles noch gut zu sein, doch er liest das Buch und geht zum Tempel, wo er dann magische Kräfte bekommt. Seine Schwester und zu Beginn auch Caleb verbünden sich mit Diva, doch Caleb ist später dagegen und versucht alles, um Alex zu schützen. Doch Alex denkt, er sei immer noch Divas Verbündeter und die Liebe sei nur gespielt. Sie ist deswegen sauer und beendet die Beziehung.
Zamira (Georgina Haig, deutsche Sprecherin: Kristina von Weltzien) ist Calebs Schwester und verbündet sich mit Diva, doch als ihr klar wird das Diva ihre Mutter ermordet hat, lässt sie sie hängen und verhilft Alex, Diva zu besiegen.